# San Quintin (Abra)
San Quintin (Bayan ng San Quintin, Abra) är en kommun i Filippinerna. Kommunen ligger på ön Luzon, och tillhör provinsen Abra. Folkmängden uppgår till 5 341 invånare.
San Quintin är indelat i 6 barangayer.